# Upstart
Upstart — система инициализации ОС, которая управляет запуском демонов в течение загрузки системы, их остановку, а также управляет ими во время работы системы. Основанная на событиях замена системы инициализации init в Unix и Linux системах.
Первоначально была разработана для дистрибутива Ubuntu, но затем стала использоваться и в других дистрибутивах Linux, например в Fedora (впоследствии была заменена systemd), как замена SysV init.
В настоящее время признана устаревшей и многие дистрибутивы перешли на systemd.

## Возможности
- Задачи и службы запускаются и останавливаются по событиям.
- События генерируются задачами и службами.
- События могут быть приняты от любого процесса системы.
- Службы могут быть перезапущены, если они были завершены.
- Взаимодействие с демоном init посредством D-Bus.
- Можно организовывать свои события.